# بويت باوتيستا
بويت باوتيستا مواليد 22 أبريل 1981 في باساي، هو لاعب كرة سلة فلبيني معتزل. بدأ مسيرته الاحترافية في سنة 2006. يبلغ طوله 5 قدم 7 بوصة (1.7 م). مثّل منتخب بلاده. اعتزل اللعب في 2016.